# Kakva
Kakva (russisk: Каква) er en flod i Sverdlovsk oblast i Rusland. Kakva er en venstre biflod til Sosva (i Obs afvandingsområde). Floden udspringer på østsiden af Uralbjergene og løber østover til sammenløbet med Sosva. Den er 133 km lang.
Ved floden ligger byen Serov og Kiseljovskoje-reservoiret, med det lille kraftværk Kiseljovskaja. Reservoiret er genopbygget efter et katastrofalt dæmnings brud i 1993, der forårsagede store skader i byen Serov.
59°35′43″N 60°46′18″Ø / 59.5953°N 60.7717°Ø